# Пятачок
Пятачо́к (англ. Piglet; передача в переводе Б. В. Заходера, в других переводах также Поросёнок, Хрюка и др.) — персонаж книги А. Милна о Винни-Пухе (англ. Winnie-the-Pooh)
Пятачок — маленький поросёнок, самый близкий друг Винни-Пуха после Кристофера Робина. Он постоянно боится темноты и многих других вещей, и всегда очень тревожится по самым разным поводам. Но, несмотря на то, что он является Очень Маленьким Существом (англ. Very Small Animal), он зачастую побеждает свои страхи и совершает отважные поступки.
Пятачок живёт в «очень большом доме в середине букового дерева» (англ. very grand house in the middle of a beech tree) в Стоакровом Лесу (англ. Hundred Acre Wood), рядом с его домом есть табличка с надписью «ПОСТОРОННИМ В.» (англ. TRESPASSERS W., отсылка к «Trespassers Will Be Prosecuted»/«Нарушитель понесёт наказание» — дословно, «Посторонним Вход Воспрещён» — литературно). По словам поросёнка, его дедушку звали «Trespassers W.», то есть, «Trespassers Will», или полностью — «Trespassers William».
Как и большинство персонажей сказки «Винни Пух», Пятачок был создан по образу одной из игрушек Кристофера Робина. В оригинальных цветных иллюстрациях Эрнеста Х. Шепарда Пятачок имеет бледную розовую кожу и зелёный комбинезон.
В мультфильмах Диснея Пятачок впервые появился в серии «Винни-Пух и день забот» (1968). Озвучивал персонажа Джон Фидлер с 1968 года по 2005 в фильме «Винни-Пух и Слонотоп: Хэллоуин».

## Диснеевский образ Пятачка

Диснеевский Пятачок

Первоначально Пятачок не должен был появиться в мультфильмах Диснея, поэтому в первом фильме про Винни-Пуха, «Винни-Пух и Медовое дерево» (1966), он отсутствует. По словам режиссёра Вольфганга Райтермана, Пятачок был заменен персонажем Суслика, который считался имеющим «более народный, всеамериканский низовый характер». Многие знакомые с классической книгой Милна протестовали против решения Диснея исключить Пятачка, и Дисней смягчил решение. Пятачок появился в следующем фильме про Пуха, «Винни-Пух и Ветреный день (1968)».
У Диснея Пятачок имеет розовую кожу и пурпурное туловище. Он проявляет страхи и нервозность, из-за этого он бежит и прячется, часто заикается, когда нервничает. Но Пятачок имеет много скрытого мужества и часто помогает другим, кому грозит опасность, даже когда до смерти боится. Рассказы о нём, как правило, вращаются вокруг этой черты, а также малого роста персонажа.
В диснеевских мультфильмах Пятачок любит красивые вещи, такие как цветы, он очень добрый и одержим желанием держать всё в чистоте и порядке. У него иногда появляется комплекс неполноценности, хотя друзья высоко ценят Пятачка. Однако он часто выполняет задачи, которые больше подходят для кого-то побольше и посильнее, такие, как в нескольких эпизодах «Новых Приключения Винни-пуха» или в фильме 2011 года.
Пятачка можно найти на Walt Disney Parks and Resorts. Он появляется реже чем Пух, Тигра и Ушастик, но больше чем Кролик. Пятачок также выступил в кратком камео в фильме 1988 году «Кто подставил кролика Роджера». Он был представлен в качестве одного из гостей в диснеевском мультсериале «Мышиный дом».

## Советский образ

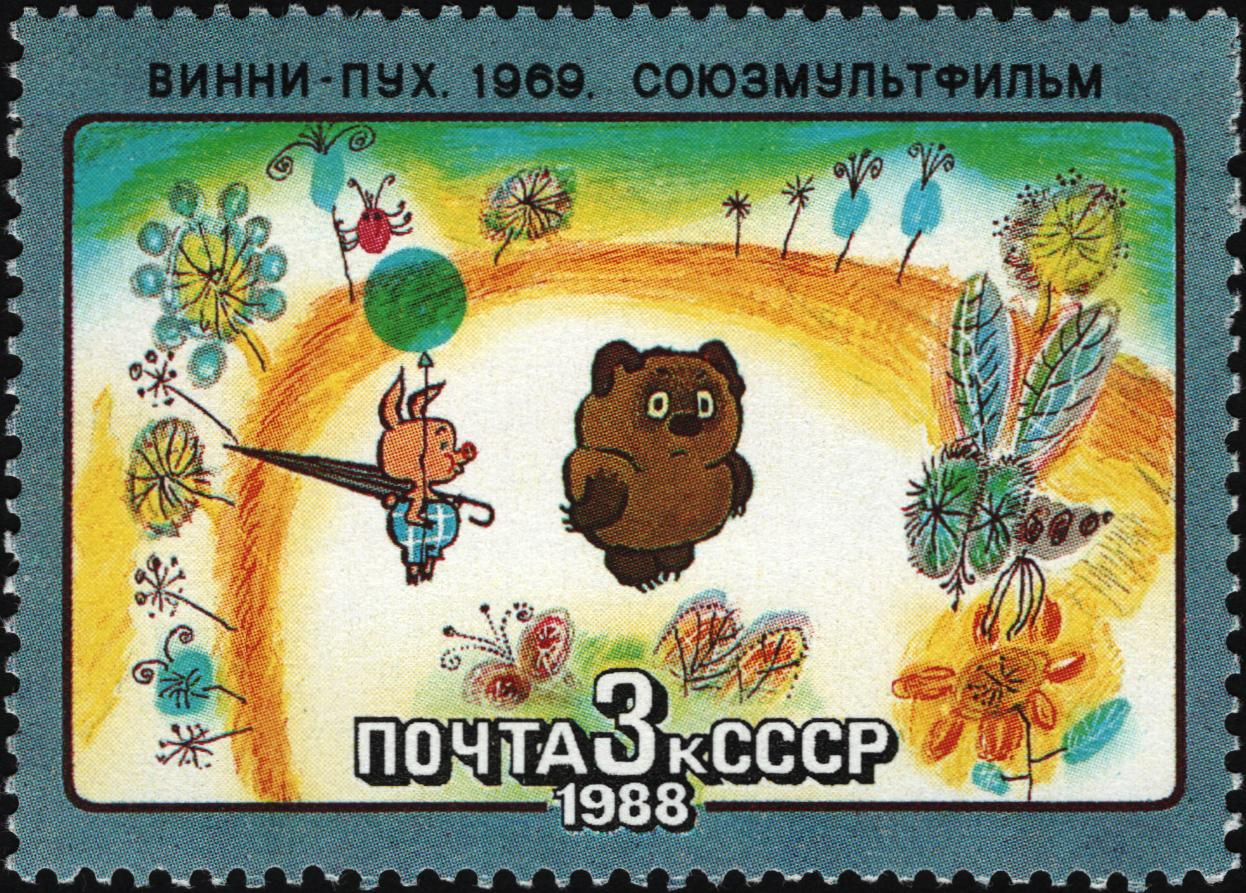
Советская марка 1988 г. Советский Пятачок

В советских мультфильмах о Винни-Пухе (1969—1972) Пятачка озвучивала актриса Ия Саввина. Пятачок всегда смешит детей неуклюжими выходками, такими как попадание пробкой в Пуха, а не в шарик. Так как в советской адаптации «Винни-Пуха» отсутствует Кристофер Робин, его роль, например, в приключении Пуха с шаром или вытаскиванием медвежонка из норы Кролика исполняет Пятачок.
Интонации, с которыми говорит Пятачок, взяты у поэтессы Беллы Ахмадулиной.

## Влияние на популярную культуру
Бенджамен Хофф написал «Дэ Пятачка» через некоторое время после публикации его известной книги «Дао Винни-Пуха».